# Stekel

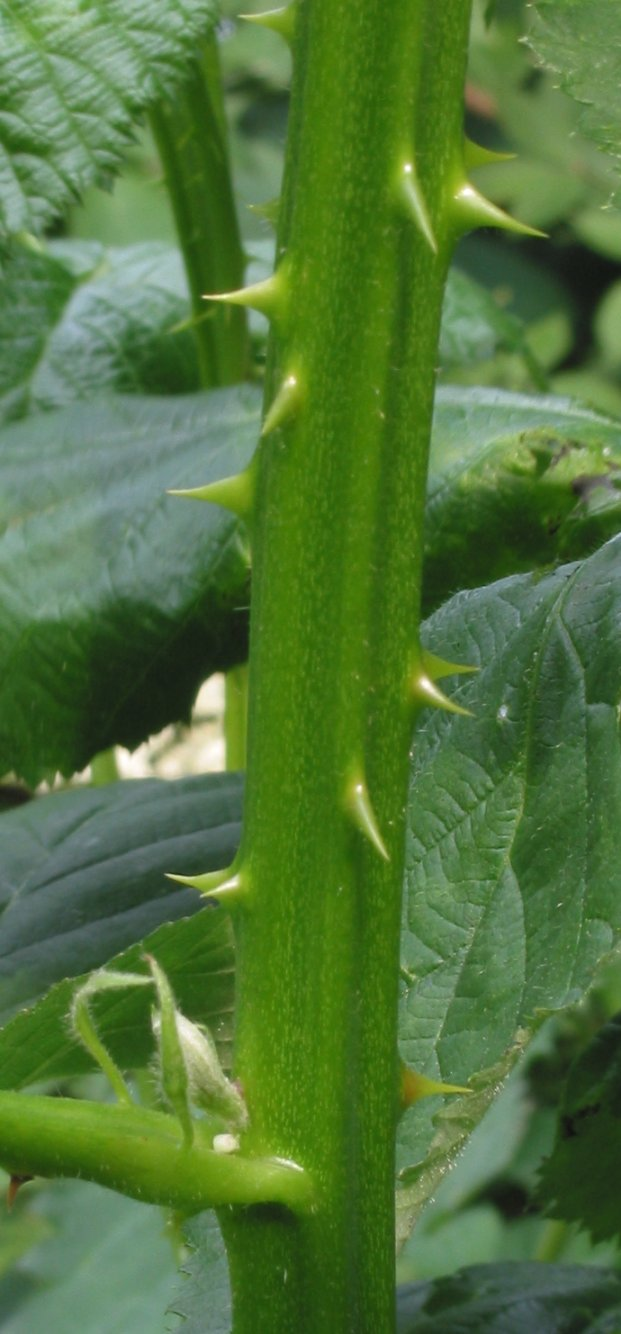
Stekels bij braam

Een stekel is een kegelvormig uitgroeisel van de opperhuid en is niet verbonden met het inwendige van de stengel of tak. Stekels zitten op stengels van een plant, zoals bij braam. 
Van de stekels bij rozen is het onduidelijk uit welk weefsel ze gevormd worden.